# إسحق بيلي بلفور
إسحق بيلي بلفور (1853-1922) (بالإنجليزية: Isaac Bayley Balfour)‏ هو عالم نبات إاسكتلندي.